# Anaphes byrrhidiphagus
Anaphes byrrhidiphagus is een vliesvleugelig insect uit de familie Mymaridae. De wetenschappelijke naam is voor het eerst geldig gepubliceerd in 1992 door Huber.